# Аврига (возница)
Аврига (лат. auriga) — в античности возница колесниц, не сидевший кучером впереди, а стоявший сзади господина, на нижнем приступке; название погонщика колесницы в цирке на всенародных ристалищах. Поначалу авригами в Риме были только рабы, отпущенники и иностранцы; позже участие в гонках колесниц принимали знатные люди государства.
Авриги различались цветом одежды (белым, красным, зелёным, синим), подвязками на ногах и шлемами. Зрители по их цветам образовывали партии, нередко от соперничества и споров переходившие к драке. В такой драке при Юстиниане однажды погибло в Константинополе до 40 тыс. человек. Получали награду от судей или от своих господ. В их честь посвящались надписи, иногда воздвигались статуи.
Авриги имели свою богиню-покровительницу Эпону.
На древнеримском барельефе, хранящемся в Ватикане, один из них представлен с пальмовой ветвью в правой руке, в короткой одежде, перетянутой во всю ширину груди до пояса несколькими параллельными ремнями, чтобы перекидываемые за спину вожжи при натягивании не резали ему бока и спину. На случай опасности, когда аврига не мог удерживать всей тяжестью своего тела разгорячившихся коней, у него имелся острый нож за поясом, которым он мог перерезать ремни охватывавших его вожжей.